# 聖約翰 (密蘇里州帕特南縣)
聖約翰（英語：St. John）是位於美國密蘇里州帕特南縣的非建制地區。

## 歷史
聖約翰的郵局於1849年設立，其後於1908年停運。

## 地理
聖約翰所處的海拔為高於海平面316米（即1037英呎），而該地所採用的時區為UTC-6，即北美中部時區（CST）。同時該地設有夏令時間，為UTC-6調快一小時，即UTC-5（CDT）。